# Qārqūlūq-e Pā'īn
Qārqūlūq-e Pā'īn (persiska: قارقولوقِ سُفلَى, غَر غُلُّن سُفلَ, قارقالوقِ پائين, Qārqūlūq-e Soflá, قارقولوق پائین, قارقالوقِ سُفلَى, Qārqūlūq-e Pā’īn) är en ort i Iran.   Den ligger i provinsen Västazarbaijan, i den nordvästra delen av landet, 700 km nordväst om huvudstaden Teheran. Qārqūlūq-e Pā'īn ligger 788 meter över havet och antalet invånare är 431.
Terrängen runt Qārqūlūq-e Pā'īn är platt. Runt Qārqūlūq-e Pā'īn är det ganska glesbefolkat, med 42 invånare per kvadratkilometer. Närmaste större samhälle är Poldasht, 12,0 km nordväst om Qārqūlūq-e Pā'īn. Trakten runt Qārqūlūq-e Pā'īn består i huvudsak av gräsmarker.